# Theodoros Skouphos

Theodoros Skouphos (1923)

Theodoros Georgios Skouphos (auch Theodor Georg Skuphos, Theodor Georg Skouphos, griechisch Θεόδωρος Σκούφος; * 1862; † 1938 in Athen) war ein griechischer Geologe und Paläontologe.

## Leben
Theodoros Skouphos stammte aus Paros in Griechenland und studierte unter anderem an der Nationalen und Kapodistrias-Universität Athen sowie unter dem Namen Theodor Georg Skuphos auch Naturwissenschaften bei Karl Alfred von Zittel und August Rothpletz an der Universität in München.
Während seiner Zeit in Deutschland lieferte er Beiträge zur Stratigraphie der alpinen Trias und bearbeitete die bei den Exkursionen aufgefundenen Wirbeltierreste.
Nach seiner Rückkehr nach Griechenland wirkte er als Privatdozent für Paläontologie und später als Professor an der Athener Universität sowie als Konservator des paläontologischen Museums.
Er befasste sich mit dem großen Erdbeben am 20. April 1894 (nach dem Orthodoxen Kalender am 8. April 1894), bei dem Gaidaros vom Festland getrennt wurde.
Mit Arthur Smith Woodward untersuchte er das Knochenlager von Pikermi in der Region Attica.
1902 führte er systematische Ausgrabungen an den Ufern des Alpheios bei Megalopolis durch, die Ludwig Bürchner 1903 bekannt machte.
Seine paläontologischen Erstbeschreibungen triassischer Wirbeltiere werden heute nicht mehr als valide betrachtet.
Partanosaurus zitteli Skuphos 1893 aus den Partnachschichten (Ladin) von Vorarlberg (Österreich) wurde 1996 von Olivier Rieppel als jüngeres Synonym von Simosaurus gaillardoti Meyer 1832 bestimmt und Microleptosaurus schlosseri Skuphos 1893 als nomen dubium deklariert. Kolposaurus dichthadius Skuphos 1893 wird ebenfalls als nomen dubium betrachtet und zu Nothosaurus gestellt.
Theodor Georg Skouphos war Mitglied der Deutschen Geologischen Gesellschaft, der Geologischen Gesellschaft in Wien und im Gründungsjahr 1910 wurde er Mitglied der Geologischen Vereinigung.

## Schriften
- Die stratigraphische Stellung der Partnach- und der sogen. Unteren Cardita-Schichten in den Nordtiroler und Bayerischen Alpen. In: Geognostische Jahreshefte, 4, 1891, Cassel 1892, S. 87–142 Digitalisat
- Ueber die Entwicklung und Verbreitung der Partnachschichten in Vorarlberg und im Fürstenthum Liechtenstein. In: Jahrbuch der Kaiserlich-Königlichen Geologischen Reichsanstalt, 43, 1893, S. 145–178 PDF
- Vorläufige Mittheilung über Parthanosaurus Zitteli, einen neuen Saurier aus der Trias. In: Zoologischer Anzeiger, 16, 1893, S. 67–69 Digitalisat
- Ueber Partanosaurus Zitteli Skuphos und Microleptosaurus Schlosseri nov. gen., nov. spec. aus den Vorarlberger Partnachschichten.  Abhandlungen der K. K. Geologischen Reichsanstalt, 15, 5, Wien 1893, S. 1–16 Digitalisat
- Die zwei grossen Erdbeben in Lokris am 8/20 und 15/27 April 1894 In: Zeitschrift der Gesellschaft für Erdkunde zu Berlin, 29, 1894, S. 409–475 Digitalisat
- Über die palaeontologischen Ausgrabungen in Griechenland in Beziehung auf das Vorhandensein des Menschen. In: Comptes Rendus du Congrès International d’Archéologie, Athènes 1905, S. 231–236